# فستوكة ملتحية
الفستوكة الملتحية نوع نباتي يتبع جنس الفستوكة من الفصيلة النجيلية.

## الوصف النباتي
النبات عشبي.